# Nedim Günar
Nedim Günar (ur. w 1932 w Bandırmie, zm. w listopadzie 2011 w Stambule) – piłkarz turecki grający na pozycji obrońcy. W swojej karierze rozegrał 2 mecze w reprezentacji Turcji.

## Kariera klubowa
Karierę piłkarską Günar rozpoczął w klubie Fenerbahçe SK ze Stambułu. Grał w nim w rozgrywkach Istanbul Lig, a od 1959 roku w lidze tureckiej. Wraz z Fenerbahçe pięciokrotnie wygrywał Ligę Stambułu w latach 1947, 1948, 1953, 1957 i 1959. Zdobył też Başbakanlık Kupası w 1950 roku. W 1959 i 1961 roku został z Fenerbahçe mistrzem Turcji.
W 1961 roku Günar odszedł do Vefa SK. W 1962 roku wrócił na sezon do Fenerbahçe, a w 1963 roku zakończył karierę piłkarską.

## Kariera reprezentacyjna
W reprezentacji Turcji Günar zadebiutował 17 października 1954 roku w przegranym 1:5 towarzyskim meczu z Jugosławią. W 1954 roku został powołany do kadry na mistrzostwa świata w Szwajcarii. Tam był rezerwowym i nie rozegrał żadnego spotkania. Od 1954 do 1955 roku rozegrał w kadrze narodowej 2 mecze.
| Mecze i gole w reprezentacji | Mecze i gole w reprezentacji | Mecze i gole w reprezentacji | Mecze i gole w reprezentacji | Mecze i gole w reprezentacji | Mecze i gole w reprezentacji | Mecze i gole w reprezentacji |
| #                            | Data                         | Stadion                      | Rywal                        | Wynik                        | Gol                          | Rozgrywki                    |
| 1954                         | 1954                         | 1954                         | 1954                         | 1954                         | 1954                         | 1954                         |
| ---------------------------- | ---------------------------- | ---------------------------- | ---------------------------- | ---------------------------- | ---------------------------- | ---------------------------- |
| 1.                           | 17.10.1954                   | Sarajewo, Jugosławia         | Jugosławia                   | 1:5                          | 0                            | towarzyski                   |
| 1955                         |                              |                              |                              |                              |                              |                              |
| 2.                           | 26.06.1955                   | Triest, Włochy               | Włochy                       | 1:1                          | 0                            | Mediterranean Cup 1953/1957  |